# Busseola sorghicida
Busseola sorghicida är en fjärilsart som beskrevs av Friedrich Thurau 1904. Busseola sorghicida ingår i släktet Busseola och familjen nattflyn. Inga underarter finns listade i Catalogue of Life.